# Philip Dybvig
Philip H. Dybvig, né le 22 mai 1955, est un économiste américain. Il est professeur de banque et de finance Boatmen's Bancshares à la Olin Business School de l'Université Washington de Saint-Louis. Dybvig reçoit le prix de la Banque de Suède en sciences économiques en mémoire d'Alfred Nobel 2022, conjointement avec Ben Bernanke et Douglas Diamond, « pour ses recherches sur les banques et les crises financières ».

## Biographie
Dybvig est spécialisé dans l'évaluation des actifs, les investissements et la gouvernance d'entreprise. Il est d'abord professeur à l'Université Yale et professeur adjoint à l'Université de Princeton. Dybvig est président de la Western Finance Association de 2002 à 2003 et est rédacteur en chef ou rédacteur associé de plusieurs revues, dont Review of Financial Studies, Journal of Economic Theory, Finance and Stochastics, Journal of Finance, Journal of Financial Intermediation, Journal of Financial and Quantitative Analysis, and Review of Financial Studies.
Dybvig est connu pour son travail avec Douglas Diamond sur le modèle de Diamond–Dybvig sur les ruées bancaires.